# Crocidura hilliana
Crocidura hilliana — вид ссавців родини Soricidae. Зустрічається в Таїланді й Лаосі.